# Edward Hennig
Edward August "Ed" Hennig (Cleveland, Ohio, 13 d'octubre de 1879 - Cleveland, 28 d'agost de 1960) va ser un gimnasta estatunidenc que va competir a començament del segle xx.
El 1904 va prendre part en els Jocs Olímpics de Saint Louis, on disputà fins a deu proves del programa de gimnàstica. Hennig guanyà dues medalles d'or, en l'escalada de corda i en la barra fixa. En la combinada acabà en cinquena posició.